# Polímero de fibra de carbono reforçado

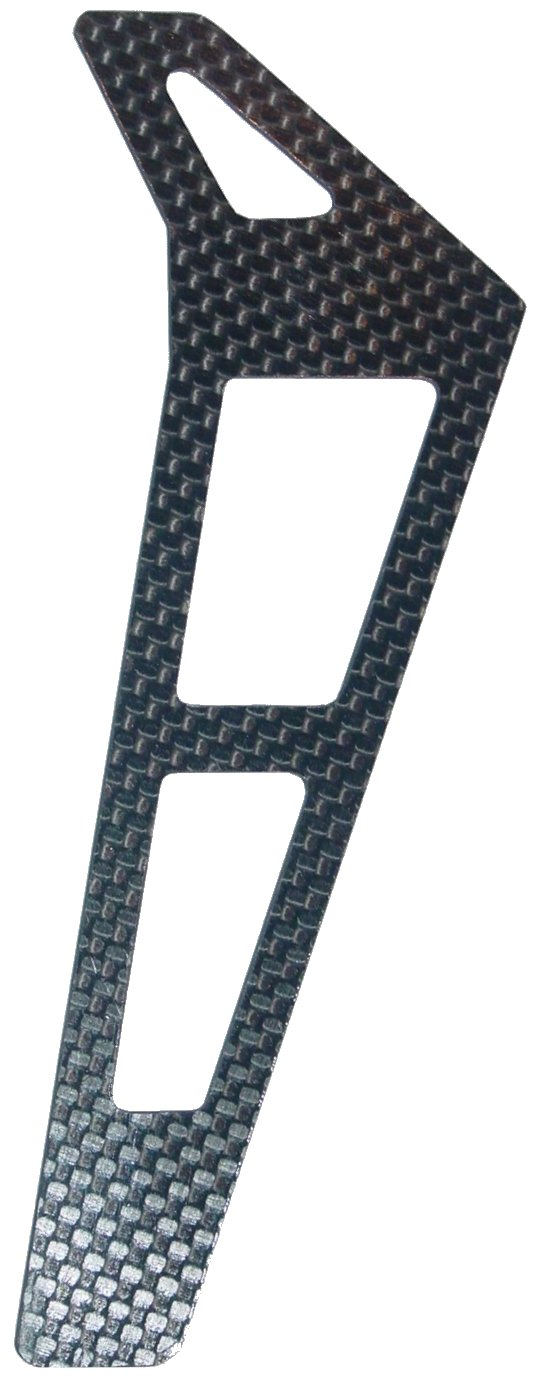
Cauda de um helicóptero rádio-controlado feito de CFRP.

Limite superior (upper bound) e limite inferior (lower bound) do módulo de elasticidade de um compósito em função da fração volumétrica de fibras, previsto pela Regra das Misturas. O módulo de elasticidade real está entre as curvas.

Polímeros Reforçados com Fibra de Carbono (PRFC),  em inglês, Carbon fiber–reinforced polymer - CFRP, frequentemente chamados de fibra de carbono, ou ainda carbono, são plásticos reforçados com fibras extremamente fortes e leves de carbono.
PRFCs podem ser caros para produzir, mas são frequentemente utilizados sempre que são necessárias alta relação resistência-peso e rigidez, como atividades aeroespaciais, engenharia automotiva e civil e esportes de alta performance.
As fibras de carbono necessitam de polímeros de ligação, que é frequentemente uma resina termoendurecível, tal como epóxi, mas, por vezes, são utilizados outros polímeros termoendurecíveis ou termoplásticos, tais como o poliéster, éster de vinila ou de náilon. O material pode conter outras fibras, tais como aramida, Kevlar, Twaron, alumínio, polietileno de massa molecular ultra-elevado (UHMWPE), ou fibras de vidro. As propriedades do PRFC final  também pode ser afetada pelo tipo de aditivo introduzido na matriz de ligação (resina). O aditivo mais comum é a sílica, mas outros aditivos, tais como borracha e os nanotubos de carbono podem ser utilizados.

## Propriedades
Polímeros reforçados com fibra de carbono são materiais compósitos. Nesse caso, o material composto é constituído por duas partes: a matriz e o reforço. Nos PRFC o reforço é fibra de carbono, que fornece a força. A matriz é geralmente uma resina polimérica, tal como epóxi, para ligar os reforços em conjunto. Como o PRFC consiste de dois materiais distintos, as propriedades do compósito depende destes dois componentes.
Para um PRFC com fibras contínuas e unidirecionais, propriedades como o módulo de elasticidade, massa específica, tensão de tração última, condutividade térmica e condutividade elétrica podem ser estimadas através da Regra das Misturas, que é uma média ponderada. A Regra das Misturas fornece um limite superior e um limite inferior para o módulo de elasticidade, baseado na iso-deformação (Modelo de Voigt) e na iso-tensão (Modelo de Reuss) respectivamente. Em geral, para uma propriedade {\displaystyle E}, o limite superior é dado por:
{\displaystyle E_{c}=fE_{f}+\left(1-f\right)E_{m}}
onde
- {\displaystyle f={\frac {V_{f}}{V_{f}+V_{m}}}} é a fração volumétrica das fibras
- {\displaystyle V_{f}} é o volume de fibras
- {\displaystyle V_{m}} é o volume da matriz
- {\displaystyle E_{f}} é a propriedade da fibra
- {\displaystyle E_{m}} é a propriedade da matriz

Já o limite inferior é dado por:
{\displaystyle E_{c}=\left({\frac {f}{E_{f}}}+{\frac {1-f}{E_{m}}}\right)^{-1}.}
O reforço irá dar o PRFC sua resistência e rigidez; medido pela tensão e módulo de elasticidade, respectivamente. Ao contrário dos materiais isotrópicos como aço e alumínio, PRFC tem propriedades de resistência direcionais, sendo o modelo mais utilizado o de ortotropia. As propriedades do PRFC dependem da disposição e da proporção das fibra de carbono em relação ao polímero.

Apesar da alta proporção inicial resistência-peso, uma limitação de design de PRFC é a falta de um limite de fadiga de resistência definível. Isto significa que, teoricamente, que a falha de ciclo de tensão não pode ser descartada. 
As fibras de carbono podem causar corrosão galvânica quando as peças de PRFC estão ligados ao alumínio.

## Aplicações
Aplicações do PRFC podem incluir:

### Engenharia aeroespacial

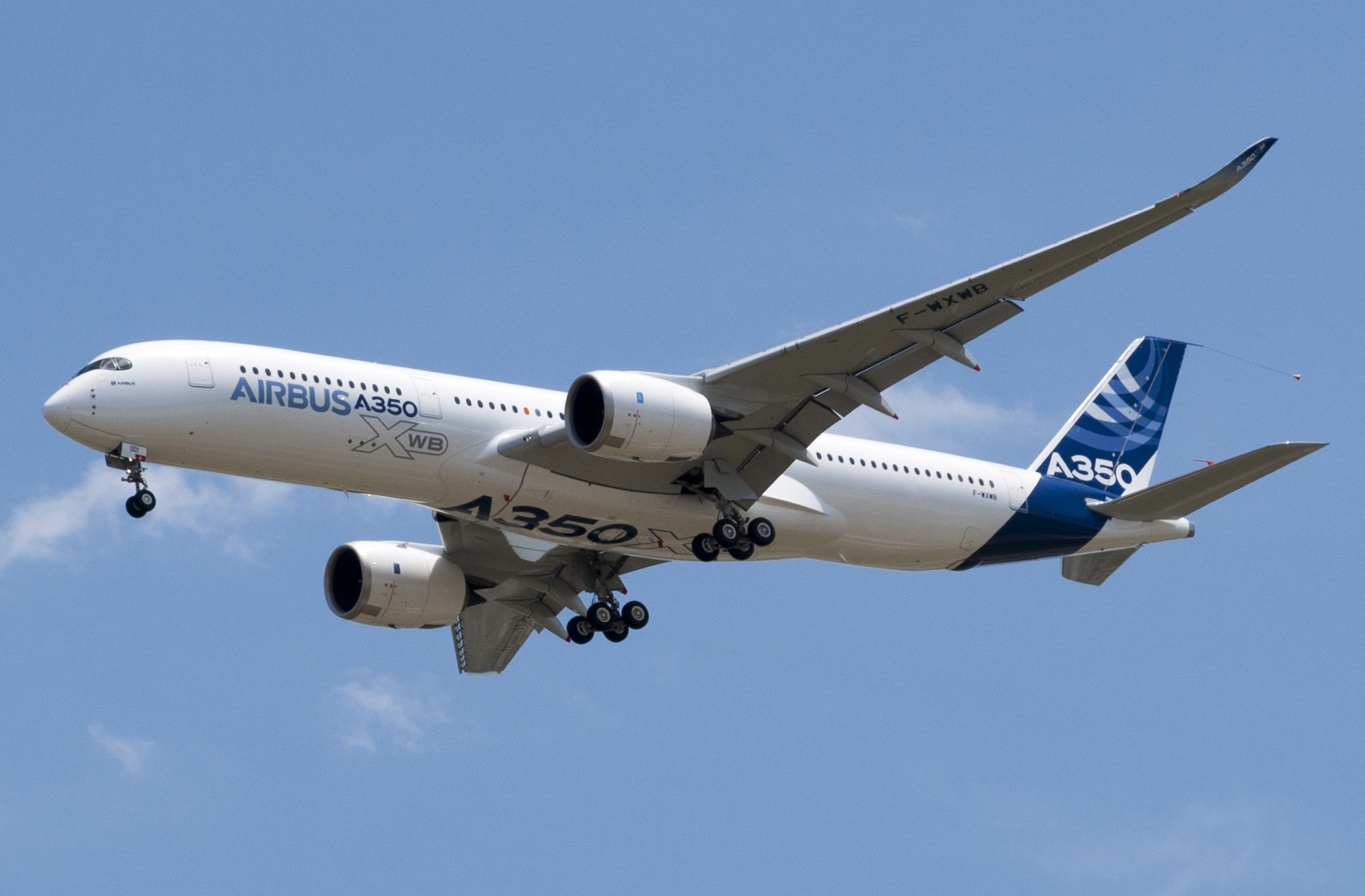
Airbus A350, 52% feito de PRFCs

O Airbus A350 XWB é construído com 52% de PRFCs incluindo longarinas das asas e componentes de fuselagem, pegando como exemplo o Boeing 787 Dreamliner, temos o percentual de 50%. O Airbus A400M é um dos primeiros aviões comerciais a ter os apoios das asas feitos a partir de materiais compostos de carbono, embora o A400M não seja a primeira aeronave militar ter componentes em materiais compostos estruturais. Além disso, o Airbus A380 é o primeiro avião comercial a ter uma caixa de asa central feita de PRFC e é o primeiro a ter uma secção transversal suavemente arredondadas. 

### Engenharia automotiva
PRFCs são bastante utilizados em carros de corrida de ponta. O alto custo da fibra de carbono é mitigado pela relação resistência-peso insuperável do material, e baixo peso é essencial para corridas de automóveis de alto desempenho. Fabricantes de carros de corrida também desenvolveram métodos para dar peças de fibra de carbono força em uma determinada direção, tornando-se forte em uma direção de carga, mas fraco em direções onde pouca ou nenhuma carga seria colocado no membro. Por outro lado, os fabricantes desenvolveram a técnica de tecer fibra de carbono omnidirecional que aplica força em todas as direções. Este tipo de montagem de fibra de carbono é o mais amplamente utilizado na "célula de segurança" conjunto de chassi monocoque de carros de corrida de alto desempenho.

### Engenharia Civil
O PRFC se tornou um material notável em aplicações de engenharia estruturais. Estudado em um contexto acadêmico quanto aos seus potenciais benefícios na construção, ele também provou-se em uma série de aplicações no campo de reforço das estruturas de concreto, alvenaria, aço, ferro fundido e madeira rentável. Seu uso na indústria pode ser tanto para a adaptação de fortalecimento de uma estrutura existente ou como uma alternativa de reforço (ou pré-esforço), em vez de material de aço desde o início de um projeto.
O reequipamento tornou-se o uso cada vez mais dominante do material em engenharia civil e aplicações incluem o aumento da capacidade de carga de velhas estruturas (tais como pontes) que foram projetados para suportar as cargas de serviço muito mais baixos do que eles estão enfrentando hoje, reequipamento sísmica, e reparação de estruturas danificado. Retrofitting é popular em muitos casos, como o custo de substituir a estrutura deficiente pode exceder em muito o seu fortalecimento utilizando PRFC.

### Outras aplicações
Os PRFCs são utilizados, nos materiais, para melhorar significativamente sua resistência ao fogo. Isso se dá se uma fina camada de fibras de carbono for moldado perto da superfície, porque uma camada densa e compacta de fibras de carbono reflete o calor de forma eficiente.